# Cyberattacken mot Dyn 2016

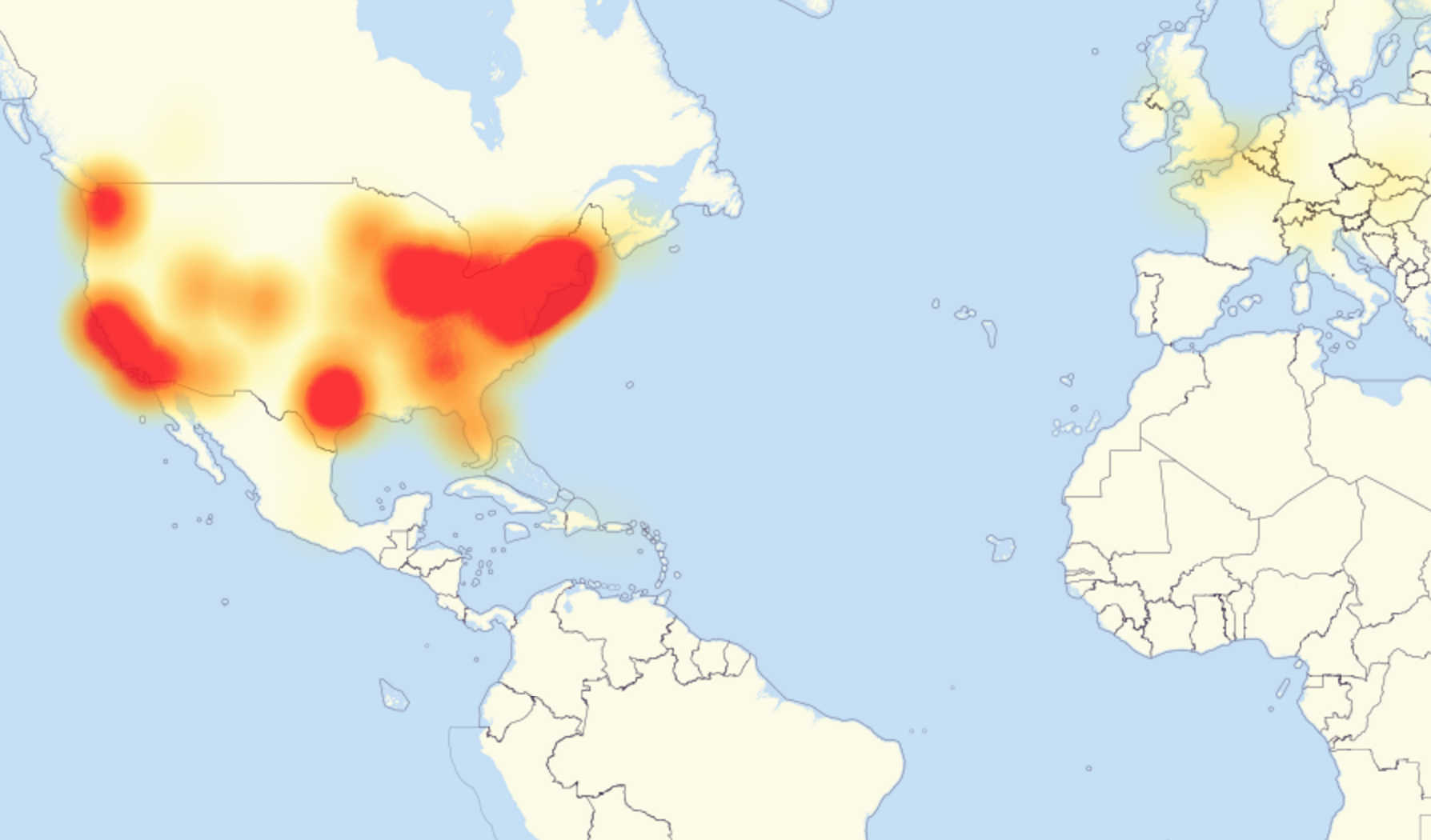
Karta över de mest påverkade områdena av attacken den 21 oktober 2016.

Cyberattacken mot Dyn 2016 inträffade den 21 oktober 2016 och involverade flera denial-of-service-attacker (DoS attacker) riktade mot DNS-leverantören Dyns system. Attacken gjorde att flera stora Internetplattformar och tjänster blev otillgängliga för en stor mängd användare i Europa och Nordamerika.
Dyn är en stor aktör på marknaden. Flera experter säger att de har ett gott rykte och de har tidigare kunnat hantera omfattande attacker.
Som DNS-leverantör tillhandahåller Dyn sina slutkunder tjänsten mappning (översättning) av en Internetdomän till en IP-adress. Den distribuerade denial-of-service (DDoS) attacken utfördes genom att skicka ett stort antal DNS-förfrågningar från tiotals miljoner IP-adresser vilket tros ha åstadkommits genom ett botnet bestående av ett stort antal Internetanslutna enheter som skrivare, webbkameror och elektroniska barnvakter som hade infekterats med sabotageprogramet Mirai.
Enligt experter är den beräknade belastningen på 1,2 terabits per sekund den största kända DDoS-attacken.
Några av tjänsterna som påverkades var betaltjänster som Visa och Paypal, kommunikationstjänster som Tumblr och Twitter samt stora massmedier som BBC, CNN, The Wall Street Journal, The New York Times Fox News och The Guardian. I Sverige drabbades sidor med viktiga samhällsfunktioner som Regeringens webbplats, Myndigheten för samhällsskydd och beredskaps webbplats samt krisinformation.se

## Påverkade tjänster
Några av de tjänster som påverkades av attacken är:
| - Airbnb - Amazon.com - Ancestry.com - The A.V. Club - BBC - The Boston Globe - Box - Business Insider - CNN - Comcast - CrunchBase - DirecTV - The Elder Scrolls Online - Electronic Arts - Etsy - FiveThirtyEight - Fox News - The Guardian - GitHub - Grubhub - HBO - Heroku - HostGator - iHeartRadio - Imgur - Indiegogo - Mashable - National Hockey League (NHL) - Netflix - The New York Times - Overstock.com - PayPal - Pinterest - Pixlr - PlayStation Network - Qualtrics - Quora - Reddit - Roblox - Ruby Lane - RuneScape - SaneBox - Seamless - Second Life - Shopify - Slack - SoundCloud - Squarespace - Spotify - Starbucks - Storify - Myndigheten för samhällsskydd och beredskaps webbplats samt krisinformation.se[1] - Sveriges regerings webbplats[1] - Tumblr - Twilio - Twitter - Verizon Communications - Visa - Vox Media - Walgreens - The Wall Street Journal - Wikia - Wired - Wix.com - WWE Network - Xbox Live - Yammer - Yelp - Zillow |